# Aline Pelckmans
Aline Pelckmans (4 maart 2002) is een Belgisch skeletoni.

## Levensloop
In februari 2019 maakte ze haar eerste afdaling op de Königssee-baan.
In 2020 nam Pelckmans voor België deel aan de Olympische Jeugdwinterspelen op het onderdeel skeleton. Ze eindigde als elfde. Enkele weken later nam ze deel aan de Wereldkampioenschappen Junioren, waarbij ze 21e werd.
In 2021 behaalde Pelckmans de 15e plaats op het WK Junioren te Sankt Moritz. Het jaar nadien bereikte ze de top 9 in de U23 en zelf een bronzen medaille in de U20 te Igls.